# بوستان جنگلی جهان‌نما
بوستان جنگلی جهان‌نما بزرگ‌ترین بوستان شهر کرج با گونه‌های گیاهی مختلف و دریاچهٔ ای زیباست که قدمتش به نیم سده می‌رسد. این بوستان در زمینی به مساحت ۵۰ هکتار واقع در شهرک جهان‌نما کرج که انتهای اتوبان تهران به کرج قرار دارد و زیر نظر شهرداری منطقه ۱۰ کرج مدیریت می‌شود.
آنگونه که تاریخ برای این بوستان روایت شده‌است؛ جهان‌نمای کرج از بزرگان و نامداران کشورهای جهان قول گرفته بود که در سفرهایشان به این بوستان به یادگار درختی بکارند تا حکایتی باشد برای آیندگان.
وجود درختان جوان و کهنسال بوستان زمینه را برای نماد گردشگری طبیعی و تاریخی مهیا کرده‌است و در روز طبیعت به یکی از مناسب‌ترین مکان‌ها برای تفریح خانواده‌ها بدل شده‌است. در دنیای امروز کرج که جمعیت بیش از دومیلیونی را در خود سکنی داده و زمین و آسمانش را دود و صدای ماشین گرفته‌است، وجود بوستان سر سبز به نام و وسعت «بوستان جهان‌نما» نعمتی بزرگ است، گونه‌های نادر گیاهی، دریاچه و جزیرهٔ مصنوعی این بوستان که در زمان گذشته با طراحی زیبا و منحصر به فردی ایجاد شده بود از دیگر جاذبه‌های این مجموعهٔ زیبا و منحصر به فرد است. چندین سال است که واگذاری بوستان «جهان‌نما» با تولی‌گری ادارهٔ منابع طبیعی به شهرداری کرج مطرح است. تا جایی که نمایندگان مردم کرج در مجلس شورای اسلامی نیز با هدف حفظ منابع و سرمایه‌های طبیعی همچنین ایجاد بوستان با شکوه برای استفادهٔ شهروندان به دنبال تحقق این موضوع برآمدند. سال گذشته و پس از برگزاری جلسات متعدد سرانجام جهان‌نما به شهرداری کرج واگذار شد تا این دستگاه بزرگ اجرایی شهر با مدیریت سازمان بوستان‌ها و فضای سبز چهره‌ای تازه به جهان‌نما ببخشد و از این رو نیز کاشت نهال و بهسازی و نوسازی بوستان جنگلی جهان‌نما از سوی شهرداری آغاز شد.

## پوشش گیاهی
بوستان جنگلی جهان‌نما دارای پوشش گیاهی متنوعی است.
بیشتر درختان این بوستان جنگلی را درختان سوزنی برگ از جمله کاج نقره ای تشکیل می‌دهند.
از دیگر درختان و درختچه‌های این بوستان می‌توان به «کاج مطبق، سرو تهران، اقاقیا، توت سفید، نارون و…» اشاره کرد.

## نگارخانه

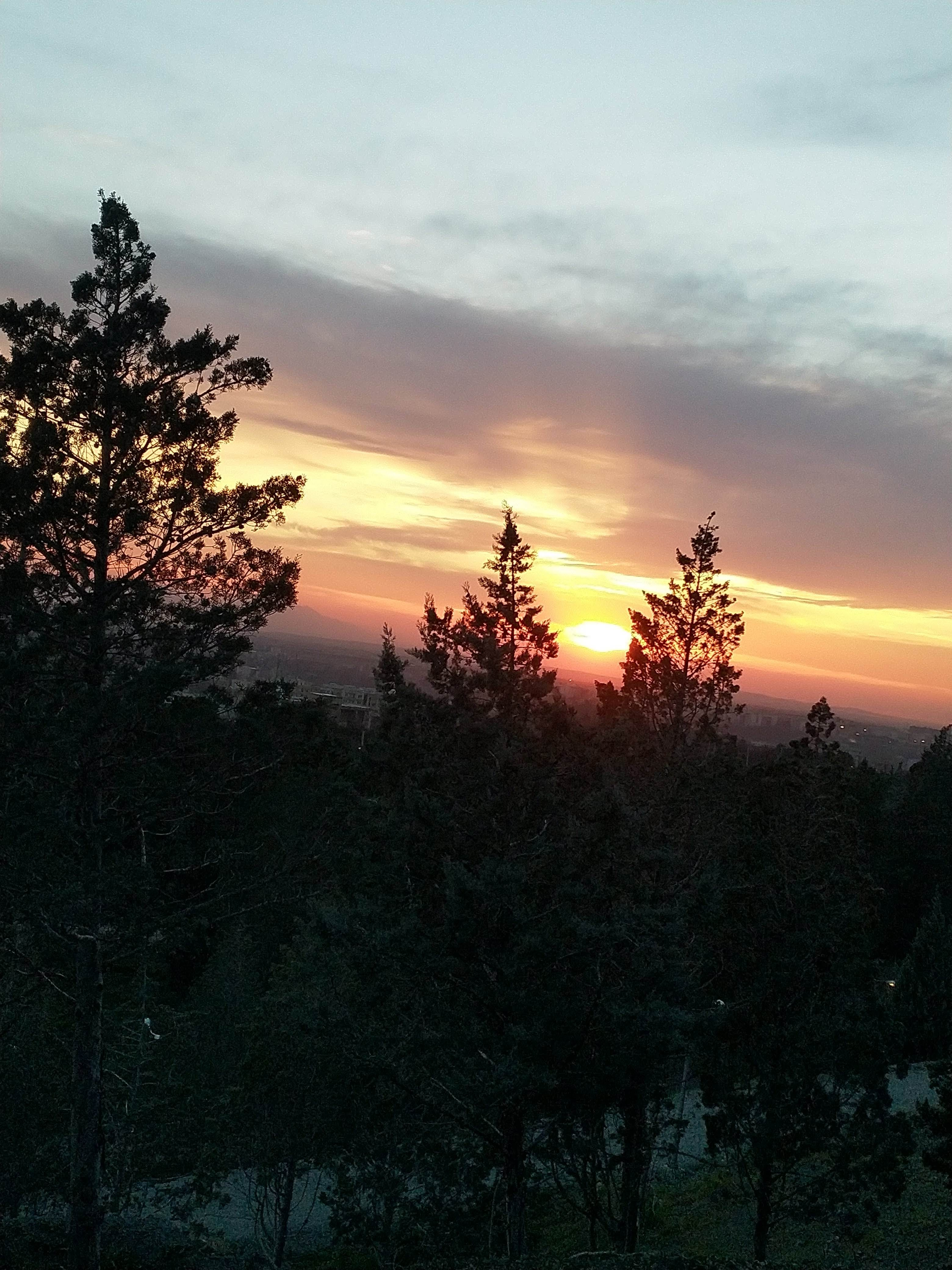
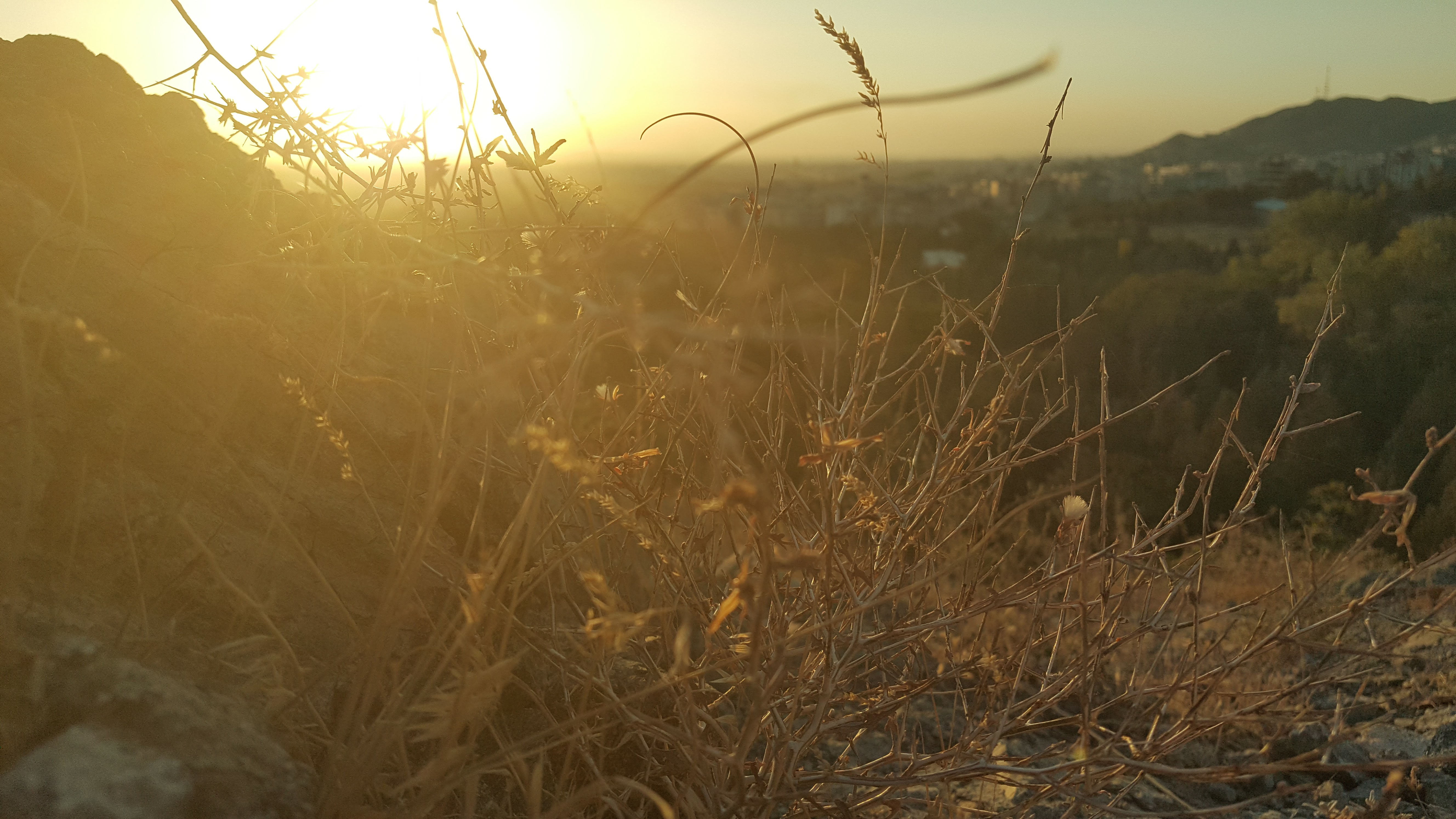